# Doktorzy honoris causa Uniwersytetu Stefana Batorego w Wilnie
Doktorzy honoris causa Uniwersytetu Stefana Batorego w Wilnie w okresie II Rzeczypospolitej:

## Uhonorowani
- 1921: Józef Piłsudski
- 1927: Ludwik Finkel
- 1928: Oswald Balzer
- 1929: Wilhelm Bruchnalski
- 1929: Stanisław Kutrzeba
- 1929: Witold Węsławski
- 1930: Ignacy Koschembahr-Łyskowski
- 1932: Stanisław Starzyński
- 1935: Marian Zdziechowski
- 1936: Oskar Vogt[1]
- 1937: Edward Śmigły-Rydz[2]
- Alfons Parczewski
- Leon Petrażycki
- Jan Michał Rozwadowski